# Greenfield (contea di Kern, California)
Greenfield è un census-designated place (CDP) degli Stati Uniti d'America, situato nello stato della California, nella contea di Kern.